# Liste der Bodendenkmale in Bannewitz
In der Liste der Bodendenkmale in Bannewitz sind die Bodendenkmale der Gemeinde Bannewitz und ihrer Ortsteile nach dem Stand der Auflistung von Harald Quietzsch und Heinz Jacob aus dem Jahr 1982 aufgelistet. Eventuelle Änderungen und Ergänzungen, insbesondere aus der Zeit nach der Wende, sind nicht berücksichtigt, da für Sachsen aktuell keine neueren allgemein zugänglichen Bodendenkmallisten vorliegen. Die Baudenkmale sind in der Liste der Kulturdenkmale in Bannewitz aufgeführt.
| Denkmal-ID | Fundart          | Ortsteil   | Bezeichnung     | Zeitstellung                      | Lage                                                                  | Bemerkungen                                                                                    | Bild |
| ---------- | ---------------- | ---------- | --------------- | --------------------------------- | --------------------------------------------------------------------- | ---------------------------------------------------------------------------------------------- | ---- |
| ?          | besonderer Stein | Gaustritz  | Grab-Kreuzstein | Mittelalter (11./12. Jahrhundert) | südlicher Ortsrand, Gutshofgarten                                     | stand ursprünglich auf dem Gräberfeld Sobrigau, Kreuzeinritzung, Schutz seit 5. September 1972 |      |
| ?          | besonderer Stein | Possendorf | Steinkreuz      | Spätmittelalter                   | südwestlicher Ortsteil, vor der nordwestlichen äußeren Kirchhofsmauer | Einzeichnung einer Axt (?), Schutz seit 5. September 1972                                      |      |